# شهرستان جفرسون (آرکانزاس)
شهرستان جفرسون، آرکانزاس (به انگلیسی: Jefferson County, Arkansas) شهرستانی در ایالات متحده آمریکا است که در آرکانزاس واقع شده‌است.

## خصوصیات
شهرستان جفرسون ۲٬۳۶۷٫۲۶ کیلومترمربع مساحت دارد.